# Phyllis Calvert
 (janvier 2015).
Si vous disposez d'ouvrages ou d'articles de référence ou si vous connaissez des sites web de qualité traitant du thème abordé ici, merci de compléter l'article en donnant les références utiles à sa vérifiabilité et en les liant à la section « Notes et références ».
Pour les articles homonymes, voir Calvert.
Phyllis Calvert est une actrice britannique, née le 18 février 1915 à Chelsea en Londres et morte le 8 octobre 2002 à Londres, Angleterre, Royaume-Uni

## Biographie
Phyllis Hannah Bickle est née à Chelsea le 18 février 1915. Durant 70 ans de carrière, elle joue dans une quarantaine de films. Par son jeu, elle divertit le public lors des heures les plus sombres de la Seconde Guerre mondiale.
Elle étudie la danse à l'école de danse Margaret Morris qui propose un enseignement général complété d'un entraînement professionnel de danse et de jeu de scène. À la suite d'une blessure, elle arrête la danse et se tourne vers la comédie. Elle monte sur scène pour la première fois à 10 ans. Sa carrière cinématographique débute lorsqu'elle a 12 ans, dans le film The Arcadians de Victor Saville.
Dans les années 1940, elle devient l'un des piliers de Gainsborough Pictures, une filiale de J. Arthur Rank Film Empire, qui produit beaucoup de films de cape et d'épée mal accueillis par les critiques. Mais ces films fantasques trouveront leur public durant cette période de guerre. Elle rencontre son premier succès en 1943 avec le film de Leslie Arliss, L'homme en gris. Elle joue la vertueuse Clarisse, malheureuse dans son mariage, aux côtés de James Mason et de Stewart Granger. Elle retrouvera les deux acteurs l'année suivante sur le plateau de L'homme fatal, toujours produits par la Gainsborough Pictures. Elle joue ensuite une directrice de détenus dans Deux Mille Femmes, puis une schizophrène dans La Madone aux deux visages en 1945.
Après la guerre, elle se rend à Hollywood pour tenter sa chance et tourne dans Désirs de bonheur de Robert Siodmak. Contrairement à Deborah Kerr et Vivien Leigh, autres actrices britanniques, Phyllis Calvert ne réussit pas à percer à Los Angeles.
Elle rentre en Angleterre. En parallèle à sa carrière cinématographique, elle joue au théâtre dans la pièce de Graham Greene, Complaisant Lover, ou encore dans une adaptation de Oscar Wilde, Une femme sans importance (A woman of no importance). En 1952, elle est nommée au BAFTA pour son rôle, mère d'une jeune fille sourde, dans La Merveilleuse Histoire de Mandy de Alexander Mackendrick. Elle ralentit ensuite sa carrière pour se consacrer à sa famille. En 1957, durant le tournage du film Indiscret, elle perd son mari Peter Murray Hill.
Dans les années 1960, elle choisit des rôles de plus en plus bienveillants, comme une mère ou une tante prévenante.
En 1970, elle se tourne vers la télévision. Elle a sa propre série télévisée durant deux saisons, Kate créée par Kevin Laffan.
Elle continue de tourner à la télévision dans les années 1980 et 1990. Elle tourne une dernière fois au cinéma dans Mrs Dalloway en 1997. Sa dernière apparition télévisée est, quant à elle, en 2000, dans un épisode de la série Inspecteur Barnaby.

## Vie privée
En 1941 elle épouse Peter Murray Hill, acteur puis vendeur spécialisé dans les livres anciens du XVIIIe siècle. Ils se sont rencontrés en 1939 sur le tournage de Punch Without Judy. Ils ont deux enfants : Ann Auriol, née en 1953 et Piers Auriol, né en 1954. Peter Murray-Hill décède le 25 novembre 1957. Souffrant d'insuffisance rénale, Phyllis Bickle décède durant son sommeil le 8 octobre 2002, à l'hôpital de Londres. Elle avait 87 ans.

## Cinéma
- 1927 : The Arcadians de Victor Saville : une jeune fille (non crédité)
- 1933 : Discord d'Henry Edwards : (non crédité)
- 1933 : Anne One Hundred d'Henry Edwards : (non crédité)
- 1935 : School for Stars de Donovan Pedelty : (non crédité)
- 1939 : Two Days to Live (réalisateur inconnu)
- 1940 : They Came by Night de Harry Lachman : Sally
- 1940 : Let George Do It! de Marcel Varnel : Mary Wilson
- 1940 : Charley's (Big-Hearted) Aunt de Walter Forde : Betty Forsythe
- 1940 : Neutral Port de Marcel Varnel : Helen Carter
- 1941 : Inspector Hornleigh Goes to It de Walter Forde : Mrs. Wilkinson
- 1941 : Kipps de Carol Reed : Ann Pornick
- 1942 : Uncensored de Anthony Asquith : Julie Lanvin
- 1942 : The Young Mr. Pitt de Carol Reed : Eleanor Eden
- 1943 : L'Homme en gris (The Man in Grey) de Leslie Arliss : Clarissa Marr
- 1944 : L'Homme fatal (Fanny by Gaslight, titre belge Fin de siècle) de Anthony Asquith : Fanny Hooper
- 1944 : Prisonnières de guerre (ou Deux mille femmes, Two Thousand Women) de Frank Launder : Freda Thompson
- 1945 : La Madone aux deux visages (en) (Madonna of the Seven Moons) de Arthur Crabtree : Maddalena Labardi
- 1945 : Elles étaient sœurs (ou Le Tyran, They Were Sisters) de Arthur Crabtree : Lucy Moore
- 1946 : Sorcier noir (Men of Two Worlds) de Thorold Dickinson : Dr. Caroline Munro
- 1946 : The Magic Bow de Bernard Knowles : Jeanne de Vermond
- 1947 : Root of All Evil de Brock Williams : Jeckie Farnish
- 1947 : Désirs de Bonheur (Time Out of Mind) de Robert Siodmak : Kate Fernald
- 1948 : Broken Journey de Ken Annakin et Michael C. Chorlton : Mary Johnstone
- 1949 : Mon véritable amour (My Own True Love) de Compton Bennett : Joan Clews
- 1949 : La Madone d'or (La madonnina d'oro) de Ladislas Vajda : Patricia Chandler
- 1950 : La Femme sans nom (The Woman with No Name) de Ladislas Vajda : Yvonne Winter
- 1951 : Échec au hold-up (Appointment with Danger) de Lewis Allen : Sister Augustine
- 1952 : L'assassin court toujours (Mr. Denning Drives North) de Anthony Kimmins
- 1952 : La Merveilleuse Histoire de Mandy(Mandy) de Alexander Mackendrick : Christine Garland
- 1953 : The Net de Anthony Asquith : Lydia Heathley
- 1956 : It's Never Too Late de Michael McCarthy : Laura Hammond
- 1956 : Child in the House de Cy Endfield et Charles De la Tour : Evelyn Acheson
- 1958 : A Lady Mislaid de David MacDonald : Esther Williams
- 1958 : The Young and the Guilty de Peter Cotes : Gladys Connor
- 1958 : Indiscret (Indiscreet) de Stanley Donen : Mrs. Margaret Munson
- 1960 : Oscar Wilde de Gregory Ratoff : Constance Wilde
- 1965 : La Bataille de la Villa Fiorita (The Battle of the Villa Fiorita) de Delmer Daves : Margot
- 1968 : Twisted Nerve de Roy Boulting : Enid Durnley
- 1969 : Ah Dieu ! que la guerre est jolie (Oh! What a Lovely War) de Richard Attenborough : Lady Haig
- 1970 : The Walking Stick de Eric Till : Erica Dainton
- 1997 : Mrs Dalloway (titre québécois Mme Dalloway, d'après le roman Mrs Dalloway de Virginia Woolf) de Marleen Gorris : Tante Helena

## Télévision
- 1951 : BBC Sunday-Night Theatre (série télévisée, 1 épisode, The Holly and the Ivy) : Jenny Gregory
- 1957 : ITV Television Playhouse (série télévisée, 1 épisode, The Father) : Laura
- 1957 : Overseas Press Club - Exclusive! (série télévisée, 1 épisode, Tatiana, the Czar's Daughter) : Tatiana
- 1958 : Les Quatre Filles du docteur March (Little Women) de Alan Bromly (série télévisée, 6 épisodes) : Mrs. March
- 1958 : Good Wives (série télévisée, 5 épisodes) : Mrs. March
- 1959 : Armchair Theatre (série télévisée, 1 épisode, The Break) : Esther Ross
- 1958 et 1966 : ITV Play of the Week (série télévisée, 2 épisodes) : Mrs. Dot
- 1968 : ITV Playhouse (série télévisée, 1 épisode, The Kindness of Mrs Radcliffe) :
- 1970-1972 : Kate créée par Kevin Laffan (série télévisée, 38 épisodes) : Kate Graham
- 1973 : Owen, M.D. (série télévisée, 1 épisode, Father of the Man) : Jennifer Ramsey
- 1979 : Crown Court (série télévisée, 1 épisode, Betrayal of Trust)
- 1981 : Lady Killers (série télévisée, 1 épisode, A Boy's Best Friend) : Rosalie Fox
- 1983 : Bizarre, bizarre (d'après l'œuvre de Roald Dahl Tales of the Unexpected) (série télévisée, 1 épisode, The Tribute) : Mabel Ince
- 1984 : A Month in the Country de Bill Hays (téléfilm) : Anna
- 1985 : The Death of a Heart de Peter Hammond (téléfilm) : Mrs. Heccomb
- 1985 : Cover Her Face (série télévisée, 5 épisodes) : Eleanor Maxie
- 1986 : Passions envolées (All Passion Spent) de Martyn Friend (téléfilm) : Carrie
- 1987 : Boon de Jim Hill et Bill Stair (série télévisée, 1 épisode, Day of the Yokel) : Irene Maplethorpe
- 1987 : A Killing on the Exchange de Graham Evans (feuilleton télévisé) : Alison Tyndall
- 1988 : Across the Lake de Tony Maylam (téléfilm) : Lady Dolly Campbell
- 1988 : Les Windsor, la force d'un amour (The Woman He Loved) de Charles Jarrott (téléfilm) : Queen Mary
- 1988 : Sophia and Constance (série télévisée, 1 épisode) : Constance
- 1989 : Capstick's Law (série télévisée, 1 épisode) : Rachel Wilson
- 1989 : Victoria Wood (série télévisée, 1 épisode, Staying In) : Hilary
- 1990 : After Henry (série télévisée, 2 épisodes) : Tantine Lilian
- 1991 : Jute City de Stuart Orme (téléfilm) : Lady Muircross
- 1992 : Woof ! (série télévisée, 1 épisode, At the Hospital) : Mrs Wilkins
- 1993 : Mr. Bean créée par Rowan Atkinson et Richard Curtis (série télévisée, 1 épisode, Mr. Bean in Room 426) : Old woman
- 1994 : The House of Eliott (série télévisée, 1 épisode) : Mrs. Gurney
- 1994 : The Memoirs of Sherlock Holmes (série télévisée, 1 épisode, The Mazarin Stone) : Agnes Garrideb
- 1995 : Performance (série télévisée, 1 épisode, Bed) : Femme
- 1996 : Casualty (série télévisée, 1 épisode, Made in Britain) : Mary
- 2000 : Inspecteur Barnaby (Midsomer Murders) (série télévisée, 1 épisode, Blue Herrings) : Alice Bly

## Nominations
- Bata Awards 1953 :
  - Meilleure actrice britannique dans La merveilleuse histoire de Mandy (Mandy)